# Rohatina denticulata
Rohatina denticulata är en stekelart som beskrevs av Graham 1969. Rohatina denticulata ingår i släktet Rohatina och familjen puppglanssteklar. Inga underarter finns listade i Catalogue of Life.